# Il lago delle nebbie
Il lago delle nebbie è il secondo libro della serie Il magico mondo di Deltora. Il libro è stato adattato negli episodi 4-5-6-7 dell'anime Deltora Quest.

## Trama
Lief, Barda e Jasmine continuano il loro viaggio alla ricerca delle pietre che componevano la Cintura di Deltora. La loro prossima meta è il lago delle nebbie, oscuro luogo che fa parte dei territori della strega Thaegan. Ma il viaggio è pieno di pericoli: infatti all'inizio devono superare gli indovinelli di un gigante al servizio della strega, poi il salvataggio di Manus, un ralad (una razza di abili costruttori) catturato dalle Guardie Grigie e uno scontro con due dei tredici figli di Thaegan Jin e Jod. Ma con l'aiuto di Manus arriveranno al Lago delle nebbie, dove affronteranno Soldeen, un mostro al servizio della strega che custodisce la seconda pietra, il rubino, e dovranno anche fronteggiare la perfida Thaegan.

## Edizioni
- Emily Rodda, Il lago delle nebbie, traduzione di Giancarlo Carlotti, Edizioni Piemme, 2001,  p. 155, ISBN 88-384-6852-4.